# Kurt Angle
Pour les articles homonymes, voir Angle (homonymie).
Kurt Angle (né le 9 décembre 1968 à Pittsburgh en Pennsylvanie), est un lutteur, catcheur et acteur américain. Il est connu pour son travail à la World Wrestling Entertainment de 1998 à 2020.
D'abord champion universitaire de lutte à l'Université de Pennsylvanie à Clarion (en), il participe aux Jeux olympiques d'été de 1992. Par la suite, il remporte une médaille d'or lors des Championnats du monde de lutte de 1995 et devient champion olympique de lutte libre dans la catégorie des poids lourds lors des Jeux olympiques d'été de 1996. 
À partir de 1998, il se convertit catcheur professionnel et signe avec la  World Wrestling Federation où il devient l'une des attractions principales. Il réalise ses débuts télévisés en novembre 1999. En l'an 2000, il remporte le WWF European Championship et le WWE Intercontinental Championship, devenant double champion en titre. Après la perte de ses ceintures lors de WrestleMania 2000, il remporte le King of the Ring 2000, et, toujours la même année, devient WWE Champion. Jusqu'à son premier départ en 2006, Kurt Angle est l'un des maint-eventers principaux de la WWE. Depuis 2017, il est introduit au WWE Hall of Fame.  
À partir de 2006, il quitte sa compagnie pour signer avec la TNA. Il en devient le tout premier World Heavyweight Champion, et second Triple Crown Champion de la compagnie (ainsi que le seul à détenir simultanément les 3 ceintures). Il devient TNA Hall of Fame en 2013, appartenant ainsi au cercle très fermé des catcheurs appartenant au Hall of Fame des deux compagnies (avec Sting et les Dudley Boyz). 
Kurt Angle a remporté de nombreux titres dans sa carrière à la World Wrestling Federation et à la Total Nonstop Action Wrestling, avec un palmarès de 20 ceintures. Notamment 12 championnats du monde : 4 fois WWE Champion, 1 fois WWE World Heavyweight Champion, 1 fois WCW World Heavyweight Champion et 6 fois TNA World Heavyweight Champion. Par ailleurs, il détient le record du nombre de détention pour ce dernier. Il est aussi le seul catcheur de l'histoire à avoir été Triple Crown Champion à la fois WWE et TNA.  
En 2004, le Wrestling Observer Newsletter introduit Angle Hall of Fame, et plus tard, le désigne comme "catcheur de la décennie".  
En ce qui concerne sa carrière d'acteur, il a joué dans plusieurs films, tant pour la télévision que pour le grand écran. On l'a vu entre autres dans Dylan Dog en 2010, en compagnie de Brandon Routh, No Pain No Gain en 2013 avec Mark Wahlberg et un autre ancien catcheur devenu acteur Dwayne Johnson, ainsi que dans Le dernier chasseur de sorcières mettant en vedettes Vin Diesel et Elijah Wood, réalisé en 2015.

## Carrière d'amateur
Kurt Angle commence la lutte à l'âge de sept ans, suivant ses quatre frères aînés. Il continue à pratiquer la lutte au Mt. Lebanon High School et devient champion de Pennsylvanie en 1987 puis champion des États-Unis chez les Juniors tout en jouant au sein de l'équipe de football américain au poste de linebacker.
Une fois diplômé, il rejoint l'Université de Pennsylvanie à Clarion (en) où il poursuit ses études pour devenir professeur et il remporte à trois reprises le championnat NCAA entre 1990 et 1992. Il participe aux championnats du Monde de lutte en 1992 où il remporte la médaille de bronze. L'année suivante, il remporte le Challenge Henri Deglane à Toulon et un tournoi à Krasnoïarsk en Russie.
Après ses études universitaires, il décide de s'entraîner avec Dave Schultz au Pennsylvanian Foxcatcher Club vue des Jeux olympiques d'Atlanta. Il finit second du tournoi Dan Kolov en 1994 et en 1995 il remporte le championnat des États-Unis puis le championnat du Monde. Il a aussi été contacté cette même année par les Pittsburgh Steelers. Le 26 janvier 1996, Dave Schultz est abattu par John Eleuthère du Pont qui est à l'époque en négociation pour sponsoriser les lutteurs de Schultz en vue des Jeux olympiques. Angle a décidé à la suite de cela de quitter l'équipe d'Eleuthère du Pont et de porter en compétition les couleurs du Dave Schultz Wrestling Club en hommage à son entraîneur. Il remporte le tournoi Roger Coulon et le championnat des États-Unis mais il se blesse aux cervicales et alors qu'un des médecins lui conseille de se reposer un autre lui propose de prendre des antalgiques avant ses combats lui permettant ainsi d'être présent à Atlanta,. Aux Jeux olympiques, il arrive en finale où il affronte l'Iranien Abbas Jadidi et à la fin du match les deux hommes sont à égalité 1-1 et chacun d'eux a eu une pénalité pour non combativité. Les juges ont décidé de donner la victoire à Angle et Jadidi furieux a presque refusé sa médaille d'argent.

## Carrière de catcheur

### World Wrestling Federation/Entertainment (1998-2006)

#### Débuts et WWF Champion (1998-2002)
Kurt Angle entame sa carrière de catcheur en octobre 1998, en signant un contrat avec la World Wrestling Federation (WWF).
Il est envoyé à la Power Pro Wrestling (PPW), club-école affilié à la WWF à Memphis dans l'État du Tennessee, pour y suivre une formation et faire ses débuts.
Il y gagne son premier titre, le championnat poids-lourds de la PPW, le 24 juillet 1999 en battant J.R Smooth. Quelques jours plus tard, le 7 août, il perd le titre au profit de Steve Bradley.
Il arrive à la WWF le 14 novembre 1999 lors des Survivor Series où il bat Shawn Stasiak et entame une série d'invincibilité jusqu'à sa première défaite face à Tazz au cours du Royal Rumble 2000.
Puis il gagne le titre de champion d'Europe de la WWF à SmackDown le 10 février face à Val Venis et il gagne le titre intercontinental de Chris Jericho à No Way Out, ce qui fait de lui un double champion,. Mais il perd les deux titres contre Chris Benoit qui remporte le titre intercontinental et Chris Jericho qui obtient le titre de champion d'Europe à WrestleMania 2000
Lors du Backlash 2000, il perd contre Big Show[réf. nécessaire].  Puis il devient King of the Ring 2000 en battant Rikishi lors de la finale du tournoi. Il décroche son 1er titre de Champion de la WWF à No Mercy 2000 face à The Rock, il le perdra face à ce même lutteur à No Way Out 2001.
Puis il affronte Chris Benoit à WrestleMania 17 dans un grand match et gagne. Il l'affronte ensuite à Backlash et à Judgement Day 2001[réf. nécessaire].
Il se retrouve ensuite en finale du KOTR 2001 mais il perd face à Edge.
Angle participe au match par équipe à élimination entre la WCW et la WWF à Invasion 2001 et se retrouve dans les derniers participants. Il affronte Booker T pour le titre WCW à SmackDown en aout mais le perd lors du RAW qui suit. Il affronte Stone Cold au SummerSlam 2001 pour le titre WWE mais gagne par disqualification. Mais il gagne le titre hardcore contre Rob Van Dam lors d'un RAW en septembre mais le reperd juste après car [réf. nécessaire]. Il affronte RVD et Stone Cold à No Mercy 2001 pour le titre WWE mais sans succès. Lors de Unforgiven 2001, il bat Stone Cold Steve Austin dans sa ville natale et devient champion de la WWF. Après le match, sa famille et le roster de la WWE vient le féliciter. Lors du RAW du 8 octobre, il perd le titre contre Stone Cold Steve Austin après que le commissionnaire de la WWF William Regal a rejoint l'Alliance et lui a coûté le match par la même occasion. Le 22 octobre, il bat Rhyno et remporte le WCW United States Championship. Le 12 novembre, il perd le titre contre Edge. Il rejoint l'Alliance début novembre mais celle-ci sera dissoute un mois plus tard, lors du Traditionnal Survivors Series Tag Team Elimination Match durant les Survivor Series (2001).

#### SmackDown et Double WWE Champion (2002-2003)
Il participe sans succès au Royal Rumble (2002), se faisant éliminer en dernière position.
Il affronte Kane à WrestleMania 18 et gagne.
Puis il entame une rivalité contre Edge. Ce dernier se moque continuellement de Kurt Angle, haranguant la foule pour qu'elle l'insulte.[réf. nécessaire]. Il l'affronte à Backlash 2002 et gagne[réf. nécessaire]. Il s'affronte à Judgement Day 2002 dans un match où le perdant doit couper ses cheveux, ajoutant l'humiliation à la défaite.[réf. nécessaire]. Il porte ensuite une perruque et commence une rivalité avec Hulk Hogan[réf. nécessaire]. Les deux s'affrontent au King Of The Ring 2002. Kurt Angle fait abandonner son adversaire, faisant de lui la première superstar battant Hogan par soumission. 
Il entre ensuite en rivalité avec Rey Mysterio et Chris Benoit qu'il bat chacun leur tour[réf. nécessaire].

Fin septembre 2002, Stephanie McMahon organise un tournoi d'équipe pour définir les premiers WWE Tag Team Champions. Kurt Angle allié à Chris Benoit arrivent en finale face à Edge et Rey Mysterio qu'ils battent à No Mercy 2002. Ils deviennent les premiers WWE Tag Team Champions, ce qui le fera redevenir face[pourquoi ?][pas clair]. Ils perdent les titres par équipe, un mois après, lors du Survivor Series 2002 face aux Los Guerreros (Chavo et Eddie Guerrero).
Lors de Armageddon 2002, grâce à Brock Lesnar, Kurt Angle bat The Big Show et devient pour la troisième fois Champion de la WWE. Grâce à sa position de Champion de la WWE, il fait engager Shelton Benjamin et Charlie Haas à SmackDown!, ils deviennent ses élèves et forment la Team Angle refaisant un heel turn.

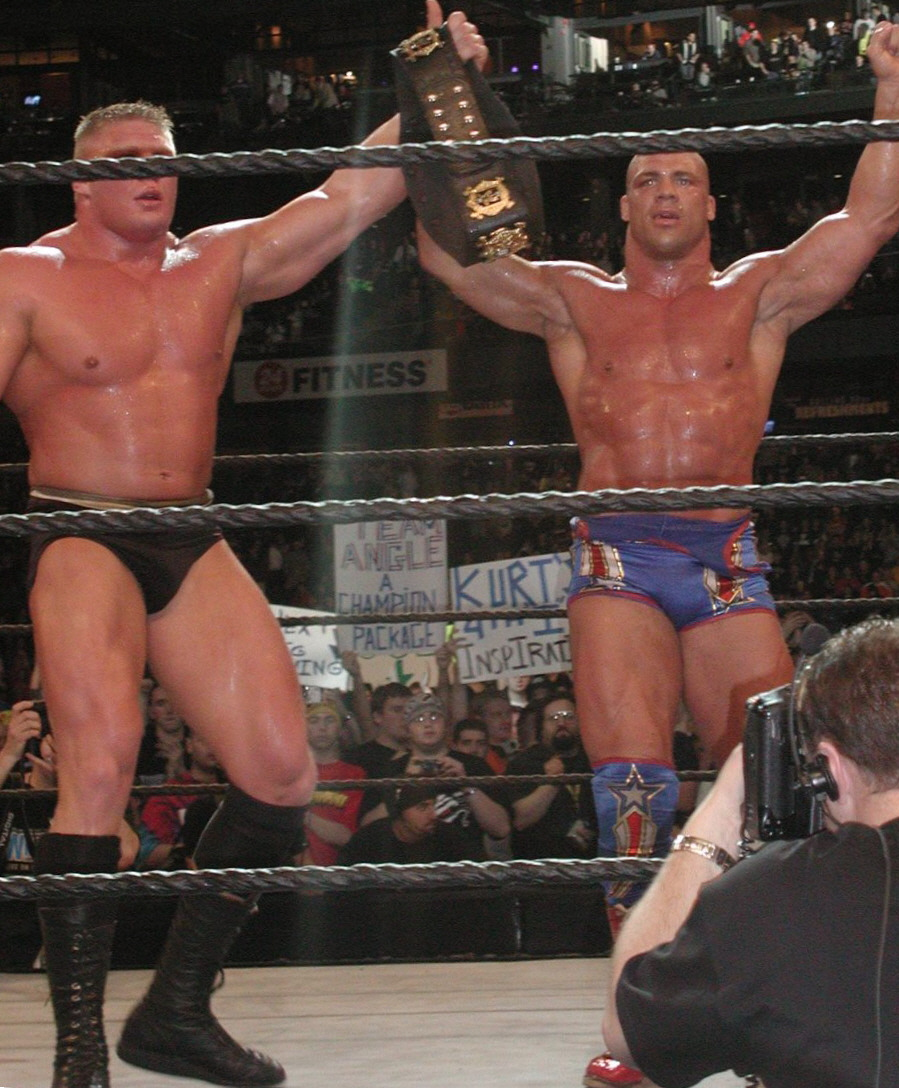
Kurt Angle et Brock Lesnar à WrestleMania XIX.

Lors du Royal Rumble 2003, il conserve son titre contre Chris Benoit et le perd face à Brock Lesnar à WrestleMania XIX.

Il se blesse une nouvelle fois au cou, et doit se faire opérer.
Après une absence de 2-3 mois, Kurt fait son retour en tant que babyface et arrive à battre Brock Lesnar et Big Show lors de l'édition 2003 de Vengeance pour devenir pour la 4e fois WWE Champion. Lors de SummerSlam, il bat Brock Lesnar par soumission en le faisant taper après son Angle Lock.

Il perd son titre à SmackDown! le 18 septembre 2003 face à Lesnar lors d'un Iron man match d'une heure mais la rivalité n'est toujours pas terminée.
Lors des Survivor Series 2003, Kurt Angle, John Cena, Bradshaw, Chris Benoit et Hardcore Holly battent Brock Lesnar, A-Train, Big Show, Nathan Jones et Matt Morgan.

Kurt Angle redevient heel lorsqu'il obtient un match de championnat contre Eddie Guerrero (qui était WWE Champion) pour WrestleMania XX qu'il perd.

#### Manager Général de SmackDown et rivalités avec Eddie Guerrero et Big Show (2004-2005)
Vince McMahon annonce à RAW peu de temps après, la première grande édition d'un draft (WWE Brand Extension) entre RAW et SmackDown et désigne Kurt Angle pour le poste de manager général de Smackdown, à la suite du départ de Paul Heyman.
À la suite du draft, la première décision de Kurt est d'échanger les Dudley Boyz et Booker T de RAW contre Triple H de SmackDown!. Kurt aura été un manager général de transition car McMahon l'accuse d'avoir menti sur son handicap – il était en fauteuil roulant – et d'avoir privilégié les heels ; peu de temps après, il se fait remplacer par Teddy Long.
Lors de son retour sur le ring, il reprend sa rivalité contre Eddie Guerrero (qui venait de perdre son titre face à JBL) qu'il bat au SummerSlam 2004, mais il perd sa rivalité avec Big Show à No Mercy 2004, perd de nouveau face à Eddie Guerrero dans un 5 contre 5 au Survivor Series 2004, et de nouveau face au Big Show malgré l'aide de Mark Jindrak et de Luther Reigns. 

#### Rivalités avec Shawn Michaels et John Cena (2005-2006)
Il perd une occasion d'être WWE Champion au Royal Rumble 2005, se faisant éliminer par Shawn Michaels avant d'éliminer ce dernier à son tour. Lors de No Way Out 2005, il perd face à John Cena dans un tournoi pour déterminer le challengeur du champion (JBL ou Big Show à ce moment-là) à WrestleMania 21. Il affronte Shawn Michaels à WrestleMania 21, et le faisait abandonner sur le Angle lock dans la première rivalité interpromotionelle. Puis il perd face à Booker T lors de Judgment Day 2005 dans sa dernière rivalité à SmackDown. Lors de la seconde édition du draft entre RAW et SmackDown!, Kurt Angle est le deuxième choix de RAW.
Rapidement, il reprend sa rivalité avec Shawn Michaels puis défie le World Heavyweight Champion de l'époque, Batista, avec qui il aura un rapide affrontement, terminé par un match nul à cause des interventions de Triple H et Shawn Michaels. Il perd face à Shawn Michaels lors de l'édition 2005 de Vengeance dans un match de revanche de WrestleMania 21.
Il affronte à nouveau Shawn Michaels le 4 juillet 2005 dans un Iron man match de 30 minutes qui se terminait en match nul avec 2 partout.. Kurt Angle a créé le Angle Invitational où il remet en jeu sa médaille olympique contre le « héros » local de chaque ville. Il la perd face à Eugene et entre automatiquement en rivalité contre lui.

Eugene pour se moquer de lui invente à son tour le Eugene Invitational. Kurt perd à nouveau une occasion de reprendre sa médaille dans sa ville car lors du match, il frappe Eugene avec une chaise. Mais à SummerSlam 2005, il récupère sa médaille.
John Cena, après avoir battu et conservé son titre face à Chris Jericho dans un You Are Fired Match, se fait attaquer par Kurt Angle qui est nommé nouveau challengeur par le manageur général Eric Bischoff.
Kurt Angle gagne par disqualification contre John Cena à Unforgiven 2005. Le RAW suivant, Eric Bischoff voulant donner le titre à Kurt Angle pour cause de « violence injustifiée sur le manager général » (John Cena avait porté son attitude adjusment sur Bischoff), se fait interrompre par Vince McMahon . 
À Taboo Tuesday 2005, Cena conserve de justesse son titre face à Kurt Angle et Shawn Michaels (désigné par les fans).
Kurt Angle engage Daivari comme manager et surtout comme arbitre personnel.
Lors du Survivor Series 2005, malgré l'aide de Daivari, son arbitre spécial pour le match, Angle perd face à John Cena et ne remporte pas le titre de la WWE .
Pour éviter d'être viré, Eric Bishoff organise un triple three submition match qu'Angle perd.
Kurt Angle se qualifie contre Kane, Shawn Michaels, Chris Masters, John Cena et Carlito pour l'Elimination Chamber de New Year's Revolution 2006. Lors du Beat the clock Tournament pour désigner celui qui entrera le dernier dans ce match, il perd contre Daivari par décompte à l'extérieur. Lors de l'Elimination Chamber, Kurt Angle se fait éliminer en premier ; John Cena conserve alors pour la quatrième fois de suite son titre de champion contre Angle.

#### World Heavyweight Champion (2006)
À SmackDown!, Batista doit abandonner son titre : le World Heavyweight Championship pour se faire opérer à l'épaule. Kurt Angle est rappelé pour la bataille royale organisée où le titre est en jeu et l'emporte.

Le RAW suivant, il tente de défier le récent WWE Champion Edge dans un match d'unification des titres qu'il n'obtient pas.
Il fait un tweener turn et au Royal Rumble 2006, il défend son titre avec succès face à Mark Henry, puis face à The Undertaker à No Way Out. Il perd son titre à WrestleMania 22 face à Rey Mysterio dans un Triple Threat match qui comprenait aussi Randy Orton. 

Il participe au King of the Ring 2006 où il est obligé de déclarer forfait en demi-finale à cause d'une blessure causée par Mark Henry (où il prit sa revanche à Judgment Day 2006).

#### Départ (2006)
Mi-juin 2006, Paul Heyman choisit Kurt Angle pour qu'il soit drafté à la nouvelle ECW. Kurt s'impose alors un régime de lutte que son corps n'arrive plus à suivre : face à Rob Van Dam, pour le titre de champion de la ECW, il se blesse au muscle de l'abdomen et doit quitter le ring pendant un mois. Lors de Vengeance, il perd contre Randy Orton.
Il affronte un jobber pour son match retour et doit affronter Sabu pour désigner le challengeur pour le Big Show (ECW Champion). La confrontation se termine par un match nul ; Angle et Sabu sont tous deux qualifiés pour SummerSlam 2006. Toutefois, en raison de ses blessures, il est libéré par la WWE afin de se soigner.

### Total Nonstop Action Wrestling (2006-2016)

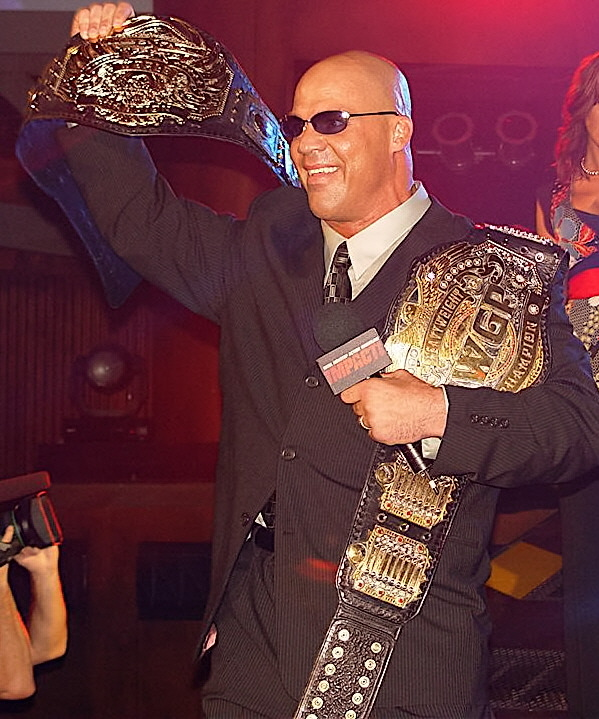
Kurt Angle avec les ceintures de TNA World Heavyweight Champion et IWGP Third Belt Champion.

#### World Heavyweight Champion (2006-2007)
La veille de Bound For Glory 2006, Kurt Angle attaque Samoa Joe. Une rivalité éclate entre les deux hommes à Genesis 2006, avec la victoire de Kurt Angle qui fait abandonner son adversaire. Ce dernier remporte ensuite le titre de challengeur no 1. À Final Resolution, Kurt Angle gagne face à Samoa Joe dans un Iron Man.
Kurt Angle se met ensuite en quête du titre de Champion du Monde de la TNA détenu par Christian Cage. Il obtient un match de championnat en février à Against All Odds, qu'il perd. Il poursuit sa quête en formant une équipe à Lockdown où le catcheur qui fera un tombé ou une soumission obtiendra un match de championnat à Sacrifice, en mai. L'équipe de Kurt gagne, mais c'est Sting qui effectue le tombé et qui obtient le match de championnat.
Mécontent, Angle parvient à convaincre Jim Cornette de lui donner aussi le match de championnat. À Sacrifice, les trois hommes s'affrontent pour le titre mondial et Angle réussit à obtenir la victoire. Jim Cornette rend vacant le titre et annule sa victoire, le championnat du monde reviendra au vainqueur du King of the Moutain (match ressemblant à un match avec échelle où 5 à 6 catcheurs s'affrontent). Lors de Slammiversary, Kurt Angle réussit à décrocher le titre de champion du monde de la TNA.
Quelques jours plus tard, Antonio Inoki fait appel à ses services pour promouvoir sa nouvelle compagnie de catch/MMA japonaise[évasif].
Angle y retrouve son ancien rival Brock Lesnar. Dans son premier combat, le championnat IWGP est en jeu et Angle réussit à faire abandonner Lesnar grâce à son Ankle Lock ; il devient champion mondial IWGP. Angle est ainsi désormais en possession de deux championnats du monde.
De retour à la TNA, Jim Cornette annonce que, pour la première fois de l'histoire de la TNA, à Victory Road, le main event sera un match Champions contre Champions. Le champion du monde de la TNA Kurt Angle fait équipe avec le champion de la division X, Samoa Joe, en vue d'affronter les champions par équipe Team 3D ; le vainqueur gagne la ceinture de celui qu'il bat et Samoa Joe gagne les championnats par équipe sans désigner de partenaire.
Samoa Joe défie Kurt Angle pour un match Winner Takes All, où toutes les ceintures seront en jeu, Kurt accepte.
À Hard Justice, et avec l'aide de sa femme finalement revenue à ses côtés, Kurt Angle bat Samoa Joe et devient en plus d'être champion du monde TNA et IWGP, le champion de la division X et le champion par équipe avec Sting. Dans le même temps, Abyss devient l'aspirant no 1 pour le titre mondial de la TNA.
Jim Cornette félicite Angle lors d'Impact, mais le prévient qu'il devra défendre tous ses championnats TNA le même soir, lors du PPV de septembre : No Surrender. Il perd contre Jay Lethal le championnat de la X division, perd avec Sting les TNA World Tag Team Championship contre Team Pacman (Adam Jones et Ron Killings), mais bat Abyss et conserve son titre mondial. Il s'ensuit une rivalité entre Angle et Sting.
Sting obtient le match de championnat à Bound For Glory, où il gagne et défait Kurt Angle qui perd son championnat du monde TNA, mais qui reste champion IWGP. Deux semaines plus tard, il obtient son match retour et regagne le titre de champion du monde. À Genesis, il défend son titre TNA en équipe avec Kevin Nash contre Booker T et Sting.
À Lockdown 2008, il perd son titre TNA World Championship face à Samoa Joe dans un MMA Match. À Victory Road 2008, lui et la Team 3D gagnent face à l'équipe de Christian, Rhino et AJ Styles.
Kurt Angle n'apprécie plus Kevin Nash et monte une équipe nommée « Angle Coalition » et composée des champions par équipe AJ Styles et Tomko. Ensemble, ils battent les Outsiders (Kevin Nash et Scott Hall) et Samoa Joe à Turning Point.
Après son gala en Angleterre dans lequel il s'est blessé à la nuque, il perd face à Jeff Jarrett. Peu après, il annonce que s'il n'a pas son match revanche, il s'en prendra à tous les catcheurs. Ce qu'il fait à Impact Zone.
Puis, agacé par l'irrespect des jeunes catcheurs envers les vieux, il forme le Main Event Mafia, composée de Sting, Scott Steiner, Kevin Nash et Booker T dont il est leader.

#### MEM et repos (2008-2011)
À Turning Point 2008, il gagne un Falls Count Anywere Match face à Abyss.
Mais début 2009, ses relations avec Sting se détériore car Angle est jaloux du titre World Champion de Sting. Il s'affronte à Against All Odds mais Sting conserve son titre. À Lockdown 2009, il est le capitaine de l'équipe Angle composé de Scott Steiner, Kevin Nash et Booker T et son équipe affrontera la Team Jarrett. L'équipe de Jarrett gagne mais à la fin du match, Bobby Lashley arrive sur la rampe d'entrée et Angle commence à sourire laissant le doute car Lashley pourrait rejoindre la MEM. 
À Sacrifice il perd un Fatal Four Way match où il mettait en jeu son statut de chef de la Main Event Mafia, statut qu'il perd au profit de Sting. Ce match comprenait aussi Jeff Jarrett et le champion Mick Foley.
À Slammiversary 2009, il remporte son dixième titre de champion du monde lors du King of the Mountain contre A.J Styles, Samoa Joe, Jeff Jarrett et le champion Mick Foley à la suite d'un heel turn de Samoa Joe qui rejoint le Main Event Mafia par conséquent. À Victory Road 2009, il gagne son match et conserve le titre face à Mick Foley. À No Surrender, il participe à un match Fatal-Four-Way comprenant Kurt Angle, Matt Morgan, Sting et AJ Styles, et perd son titre au profit de ce dernier. À Bound For Glory 2009, il gagne par roll-up face à Matt Morgan et lui serre la main. Lors du TNA Impact suivant, il annonce la fin du Main Event Mafia et fait un tweener turn. Puis à Turning Point et à Final Résolution, il gagne face au nouveau catcheur de la TNA, Desmond Wolph. Ce dernier prend sa revanche dans un match en cage mais Angle gagne. Lors du TNA Impact du 4 janvier 2010, il affronte AJ Styles pour le titre TNA poids lourds mais perd. Avant Genesis, il s'est battu contre AJ Styles pour le titre. À la fin du match, Angle voulut serrer la main à AJ Styles mais AJ Styles n'a pas voulu. Il perd à TNA Genesis 2010 encore contre AJ Styles à cause de l'invervention de Ric Flair et a fait un face turn. Le 21 janvier, il perd une nouvelle fois contre AJ Styles pour le titre après une parodie du Montréal Screwjob, l'arbitre ayant déclaré Styles vainqueur dès que ce dernier a asséné un Ankle Lock sur Kurt Angle, alors qu'il n'avait pourtant pas abandonné. Il a commencé une rivalité avec Kenneth Anderson.
Le 14 février 2010, à Against All Odds (2010), il se fait battre par Ken Anderson dans le tournoi pour désigner le challengeur no 1 au PPV Lockdown (Angle finit en sang car Anderson l'avait frappé avec sa médaille). Le 21 mars à Destination X, il bat Ken Anderson en le faisant abandonner avec son angle lock (Anderson termine en sang). Le 18 avril, Au PPV Lockdown, Angle affrontera Ken Anderson dans un match en cage. Kurt Angle gagne ce match en sortant par la porte de la cage. Il annonce à la fin de ce combat qu'il prend du repos mais compte revenir pour conquérir le titre de Champion de la TNA. Il revient le 21 mai 2010 à la TNA. Il gagne contre Kazarian à Slammiversary 2010. Il se qualifie pour le championnat du monde poids lourds, il affronte Jeff Hardy à No Surrender. S'il perd, il met fin à sa carrière. Le match se termine en No Contest. Eric Bischoff décide que les deux catcheurs sont qualifiés pour la finale et affronteront M. Anderson à Bound For Glory. Kurt Angle met encore une fois sa carrière en jeu. Jeff Hardy remporte le match grâce à Abyss, Hulk Hogan, Eric Bischoff et Jeff Jarrett et Angle prend donc sa retraite (kayfabe). À l'édition d'impact suivante, il attaque Jeff Jarett mais la sécurité intervient et l'attaque avec Jeff Jarrett. À l'édition suivante, il essaye d'attaquer Eric Bishoff avec une barre métallique mais la sécurité intervient et Kurt se sauve. Le 11 novembre lors d'un show d'Impact!, il intervient pour attaquer Jeff Jarrett et ses gardes, Gunner et Murphy, alors que double J portait le Ankle Lock sur Samoa Joe. Lors de Genesis, il affronte Jeff Jarrett dans un MMA Exhibition qui se finit en No Contest.
Il prend quelques semaines de repos à la suite de ce combat.

#### Rivalité avec Jeff Jarrett et alliance avec Chyna (2011)
Kurt fait son retour à la TNA au Pay-per-view, Genesis (2011) où Angle perd contre Jeff Jarrett, ainsi qu'une seconde fois lors de Against All Odds (2011). Lors de l'Impact! du 3 février, il forme « They » avec Scott Steiner, Fortune et Crimson. Lors du 10 février, Kurt Angle et AJ Styles battent Jeff Hardy et Jeff Jarrett. Lors de Against All Odds 2011, il perd contre Jeff Jarett. À l'Impact! du 3 mars, il détruit le mariage de Karen et Jeff Jarrett. À l'Impact! le 31 mars, il bat Rob Terry par soumission et le 14 avril, il perd avec Matt Morgan et Samoa Joe contre Jeff Jarrett, The Pope et Shawn Hernandez.
Lors de Lockdown, en 2011, il perd dans un UltraMale match face à Jeff Jarrett.
À l'Impact! suivant Lockdown, il interrompt une cérémonie entre Jeff et Karen Jarrett. Il affronte les affronte dans un mixed tag team match avec Chyna, qui fait ses débuts à la TNA. Lors de Sacrifice (2011), Chyna et lui battent Jeff et Karen Jarrett. Lors de Slammiversary IX, il bat Jeff Jarrett et devient challengeur no 1 pour le TNA World Heavyweight Championship. La semaine suivante, Slammiversary Jeff Jarrett défie Kurt Angle pour un Parking Lot Brawl Match que Kurt accepta. Lors du match, Angle détruit Jeff Jarrett, qui doit partir au Mexique sans les enfants d'Angle. Le 28 juillet, à Impact Wrestling, il bat M Anderson dans un Steel Cage Match. Il affrontera Sting à Hardcore Justice (2011).

#### World Heavyweight Champion (2011-2012)
À Hardcore Justice (2011), il effectue un Heel Turn en attaquant Sting avec une chaise que Hulk Hogan avait apportée pour devenir le nouveau Championnat du Monde Poids Lourd de la TNA pour la cinquième fois de sa carrière. Lors de l'Impact Wrestling suivant, il confirme son Heel Turn en s'alliant avec Hogan pour s'en prendre à Sting et plus tard dans la soirée, il attaque et détruit Crimson. Le 25 août, il perd face à Crimson par DQ dans un match où le titre de Championnat du Monde Poids Lourd de la TNA n'était pas en jeu. Lors d'Impact Wrestling à Huntsville Alabama du 1er septembre 2011, il bat Sting et conserve son titre de TNA World Champion. La semaine suivante, il perd mais conserve son titre face à M. Anderson par DQ grâce à l'intervention des Immortels. Lors de No Surrender, il bat Sting et M. Anderson et conserve son titre. Lors de Bound For Glory 2011, il conserve son titre contre Bobby Roode après un tombé controversé. Lors de l'Impact du 20 octobre, il perd son titre contre James Storm,. Lors de Final Resolution, il perd contre James Storm. Lors de Genesis, il bat James Storm. Lors de l'Impact! du 12 janvier, il perd contre James Storm dans un no 1 Contender Match pour le TNA World Heavyweight Championship. Lors de l'Impact du 15 mars, il affronte Garrett Bischoff dans un Beat the Clock Challenger Match de 5 minutes qui se finit en No Contest. Lors de Victory Road, il bat Jeff Hardy. Lors de l'Impact du 22 mars, il affronte Garrett Bischoff dans un 3 Minutes Challenge Match qui se finit en No Contest. Lors de Lockdown, il perd contre Jeff Hardy dans un Steel Cage Match. Lors d'Impact du 19 avril il gagne contre AJ Styles avec un roll up à la suite d'une intervention de Christopher Daniels. Lors de l'impact de la semaine suivante il fait un Tweener-Turn en battant Anarquia dans le cadre de la 1re Open Fight Night.

#### World Tag Team Champion (2012-2013)
Lors de Sacrifice 2012, il bat A.J. Styles grâce à une intervention de Christopher Daniels et Kazarian. Après leur match, AJ Styles se fait attaquer par ces derniers. Kurt Angle effectue un Face Turn en le sauvant des nouveaux champions par équipe. L'Impact suivant, il bat Samoa Joe. Lors de Slammiversary, A.J. Styles et lui battent Christopher Daniels et Kazarian et remportent les TNA World Tag Team Championship. Lors de l'Impact Wrestling du 28 juin, ils perdent les titres contre Christopher Daniels et Kazarian. S'ensuivent des défaites à Destination X 2012, Hardcore Justice, No Surrender. Lors de Bound for Glory (2012), lui et A.J. Styles perdent contre Hernandez et Chavo Guerrero dans un Triple Threat Tag Team match qui comprenaient également Christopher Daniels et Kazarian et ne remportent pas les TNA World Tag Team Championship.
Kurt Angle entame une rivalité avec Aces & Eights. Lors de Turning Point (2012), il bat Devon. Lors de Final Resolution, il gagne avec Samoa Joe, Garett Bischoff et Wes Brisco contre les Aces and Eights. Lors de l'Impact Wrestling du 20 décembre, il perd contre Devon et ne remporte pas le TNA Television Championship. Lors de l'Impact Wrestling du 3 janvier, Samoa Joe et lui battent un inconnu (Mike Knox) et Devon dans un Steel Cage Match. Lors de l'Impact Wrestling du 31 janvier, il bat M. Anderson dans un Steel Cage Match. Lors de l'IMPACT Wrestling du 18 avril, il perd contre Garett Bischoff et Wes Brisco dans un Handicap Match. Lors de Lockdown 2013, il perd contre Wes Brisco dans un Steel Cage Match. Lors du 454e Impact Wrestling, il perd contre Jeff Hardy dans un match qui comprenait également Magnus et Samoa Joe et ne devient pas challenger no 1 au TNA World Heavyweight Championship. Lors du Impact Wrestling du 2 mai, il bat D-Lo Brown dans un I quit match.

#### TNA Hall Of Famer et Directeur des Opérations (2013-2014)
Kurt Angle est annoncé comme le prochain Hall of Fame de la Total Nonstop Action Wrestling à Slammiversary XI.
Lors de Impact Wrestling du 20 juin il rejoint la nouvelle Main Event Mafia pour contrer les Aces & Eights. Il est le co-leader du clan, le leader du clan est Sting. Cependant, à la suite d'une arrestation pour conduite en état d'ivresse, Kurt Angle annonce sur Twitter qu'il part en cure de désintoxication. Sa date de retour n'est pas connue.
Lors de Bound for Glory (2013), il perd contre Bobby Roode. À Turning Point, il bat Samoa Joe pour aller en 2e du tournoi pour le world heavyweight championships actuellement vacant. Lors de Final Resolution, il perd contre Bobby Roode dans 2 falls 3. Lors de Genesis, il bat Bobby Roode dans un steel cage match. Lors de Impact Wrestling du 20 mars, il bat Lashley et remporte le TNA World Heavyweight Championship pour la sixième fois. Le 25 juin, il perd le titre contre Ethan Carter III. Il annonce le 28 juin qu'il a une tumeur au cou et qu'il doit se faire opérer[réf. nécessaire]. 

#### TNA World Heavyweight Champion et Départ (2015-2016)
Le 8 septembre 2015, il annonce qu'il ne prolongera pas son contrat avec la TNA et quittera cette dernière après Bound for Glory. Lors de l'Impact Wrestling du 12 janvier 2016, il bat Drew Galloway. Le 2 février, il perd contre Matt Hardy et ne remporte pas le TNA World Heavyweight Championship.
Lors de l'enregistrement de Impact du 31 janvier 2016, il perd contre Bobby Lashley, c'est son dernier match à la TNA.
Il quitte la TNA le 8 mars 2016.

### New Japan Pro Wrestling (2007–2009)
Lors de  Wrestle Kingdom III, lui, Kevin Nash, Masahiro Chōno et Riki Chōshū battent Great Bash Heel (Giant Bernard, Karl Anderson, Takashi Iizuka et Tomohiro Ishii).
Lors de Resolution '09, il perd contre Hiroshi Tanahashi et ne remporte pas le IWGP Heavyweight Championship.

### Circuit indépendant (2016-2017)
Le 20 mars 2016 lors d'un show indépendant, il perd contre Rey Mysterio au cours d'un 2 out of Three Falls match. Il catche le 12 juin à la Revolution Pro Wrestling où il bat Zack Sabre, Jr.. Le 27 août, lors d'un show de la Northeast Wrestling, il perd contre Cody Rhodes. Le 6 octobre 2016 lors de WCPW Refuse to lose, il bat Joe Hendry. Le 8 octobre 2016 lors de WCPW True Legacy, il bat Cody Rhodes.
Le 12 février 2017 lors de WCPW True Destiny, il bat Alberto El Patron. Le 3 mars 2017 lors de NEW Wrestlefest XXI, il perd un steel cage match contre Cody Rhodes.

### Retour à la World Wrestling Entertainment (2017-...)

#### Hall of Fame de la WWE (2017)
Lors de l'épisode de Raw du 16 janvier 2017, Kurt Angle est annoncé comme le premier intronisé au WWE Hall of Fame de 2017. Introduit lors de la cérémonie le 31 mars 2017 par John Cena, il termine son discours en s'aspergeant de bouteilles de lait, répliquant sa catchphrase célèbre "It's true, it's damn true!".

#### Général Manager deRaw(2017-2018)
Le 3 avril à Raw, il est nommé nouveau manager général de Raw par Vince McMahon. Quelques mois après, à la suite d'une maladie de Roman Reigns, Kurt Angle remplace celui-ci pour faire équipe avec Dean Ambrose et Seth Rollins pour faire face à The Miz, Sheamus, Cesaro, Kane et Braun Strowman, dans un 5-on-3 Handicap TLC Match le 22 octobre à TLC. Ce match marque le retour de Kurt Angle sur le ring. Malgré le handicap en nombre et après un match difficile, l'équipe de Angle parvient à remporter le match. Peu après, Stephanie McMahon le nomme capitaine de l'équipe de Raw dans le 5 on 5 Traditional Tag Team Match contre SmackDown aux Survivor Series 2017, le 19 novembre, son poste de manager général étant en jeu en cas de défaite de son équipe. S'ensuit des attaques entre chacun des deux rosters pendant le show de chacun, notamment entre Kurt Angle et Shane McMahon, commissionnaire et capitaine de l'équipe de SmackDown. Lors des Survivor Series, l'équipe de Raw bat celle de Smackdown, bien qu'Angle se fasse éliminer par Shane McMahon à la suite d'une trahison de Triple H. Angle conserve donc son poste de manager général. Il parvient notamment à éliminer John Cena lors du match[réf. nécessaire]. À partir de ce moment, toujours en tant que manager général, Angle remonte occasionnellement sur le ring.
Au début de 2018, durant le mois de mars, Kurt Angle et Ronda Rousey confrontent Stephanie McMahon et Triple H qu'ils affronteront lors de WrestleMania 34, le 8 avril prochain, dans un match par équipe mixte. Le match sera remporté par Angle et Rousey, par soumission. Le 27 avril, lors du WWE Greatest Royal Rumble, Angle participe au Royal Rumble Match en entrant en 16e position. Il se fait éliminer par Elias. Par la suite, Baron Corbin sera nommé assistant au poste de Kurt Angle, au mécontentement de celui-ci. Puis, durant le mois d'août, Stephanie McMahon envoie Angle en vacances forcées et nomme Baron Corbin comme remplaçant par intérim au poste de manager général.

#### Fin de carrière (2018-2019)
Le 8 octobre à Raw, Angle effectue son retour déguisé en The Conquistador, il remporte une bataille royale à 10 participants incluant Baron Corbin et se qualifie pour la coupe du monde de la WWE. Il débute par la même occasion une rivalité avec Baron Corbin, toujours manager général par intérim. Le 2 novembre, lors de WWE Crown Jewel, durant lequel se déroule le tournoi de la coupe du monde de la WWE, Angle se fait éliminer dès le premier tour en perdant contre Dolph Ziggler. Il poursuit sa rivalité avec Corbin, en intervenant en défaveur de ce dernier lors de son match à TLC, le 16 décembre, face à Braun Strowman, avec l'intervention d'autres catcheurs de Raw, tous mécontents du travail de Corbin en tant que manager général. De ce fait, comme le stipulait le match en cas de défaite de Corbin, celui-ci perd son poste de manager général de Raw.
En 2019, Kurt Angle se montre de plus en plus présent sur le ring. Lors du Royal Rumble le 27 janvier, Angle participe au Royal Rumble Match en entrant en 4e position. Il se fait cependant éliminer en deuxième position par Shinsuke Nakamura. Les semaines suivantes, toujours en rivalité avec Baron Corbin, il affronte ce dernier à plusieurs reprises à Raw, que ce soit en match simple ou en match par équipe,,. Il réalise en parallèle plusieurs autres matchs à Raw.
Le 25 mars à Raw, il bat Samoa Joe. Puis, le lendemain à SmackDown Live, il perd par disqualification contre AJ Styles après une intervention de Randy Orton. Il s'agira respectivement de ses derniers matchs à Raw et à SmackDown, Angle ayant annoncé qu'il souhaite prendre sa retraite définitive des rings à WrestleMania 35. Il annonce par ailleurs que pour son dernier match, il souhaite battre Baron Corbin,. Ce dernier accepte le défi. Lors de WrestleMania 35, Kurt Angle perd face à Baron Corbin dans le dernier match de sa carrière. Le lendemain à Raw, il fait un discours d'adieu et en profite pour attaquer à Baron Corbin, qui se vantait de sa victoire. Après cela, il se fait à son tour attaquer par un nouvel arrivant dans le roster principal, Lars Sullivan. Malgré sa retraite des rings, Angle restera néanmoins à la WWE en tant que producteur.

#### Licenciement (2020)
Le 15 avril 2020, la World Wrestling Entertainment annonce son licenciement en raison des restrictions d'effectif dues à la crise de COVID-19 dans le monde.

## Vie privée
Kurt Angle se marie avec Karen Smedley le 19 décembre 1998. Deux enfants naissent de cette union, une fille prénommée Kyra Marie Angle née le 2 décembre 2002 et un garçon prénommé Kody Angle né le 26 octobre 2006. Le couple divorce quelques semaines avant leurs 10 ans de mariage le 26 octobre 2008.
En avril 2010, il se fiance avec Giovanna Yannotti avec qui il a 3 filles, Guiliana, Sophia et Nikoletta Sky.

## Palmarès
- Inoki Genome Federation
  - 1 fois IWGP Third Belt Championship[101]

- Power Pro Wrestling
  - 1 fois PPW Heavyweight Championship[102]

- Total Nonstop Action Wrestling
  - 6 fois TNA World Heavyweight Champion[103]
  - 1 fois TNA X Division Champion[103]
  - 2 fois TNA World Tag Team Champion avec Sting (1) et A.J. Styles (1) [104]
  - 2e TNA Triple Crown Champion (le premier à le devenir en remportant tous les titres la même année)
  - Vainqueur du King of the Mountain en (2007 et 2009)
  - TNA Hall of Famer (classe 2013)
  - Il est l'unique superstar de la TNA à avoir détenu tous les titres de la fédération en même temps[105].

- World Wrestling Federation/World Championship Wrestling/World Wrestling Entertainment
  - 4 fois WWE Champion[5]
  - 1 fois WWE World Heavyweight Champion[106]
  - 1 fois WCW World Heavyweight Champion[107]
  - 1 fois WWE Intercontinental Champion[108]
  - 1 fois WCW United States Champion
  - 1 fois WWF European Champion[109]
  - 1 fois WWF Hardcore Champion[110]
  - 1 fois WWE Tag Team Champion avec Chris Benoit en 2002[23]
  - Vainqueur du King of the Ring 2000[111]
  - 5e WWE Grand Slam Champion
  - 1er WWE Grand Slam Champion (version 2015)
  - 10e WWE Triple Crown Champion
  - WWE Hall of Fame (2017)

- Cauliflower Alley Club
  - Future Legend Award (2000)

- Pro Wrestling Illustrated
  - Match de l'année 2003 contre Brock Lesnar[112]
  - Match de l'année 2005 contre Shawn Michaels à WrestleMania 21[112]
  - Rivalité de l'année en 2000 vs. Triple H, en 2003 contre Brock Lesnar et en 2007 vs. Samoa Joe[113]
  - Catcheur le plus populaire de l'année 2003[114]
  - Débutant de l'année 2000[115]
  - Retour de l'année 2003[116]
  - Catcheur le plus haï de l'année en 2000[117]
  - Catcheur le plus inspiré de l'année en 2001[118]
  - Catcheur de l'année en 2003[119]

| Année     | 2000    | 2001    | 2002    | 2003    | 2004    | 2005    | 2006    | 2007    | 2008    | 2009    | 2010    | 2011    | 2012    | 2013    | 2014    | 2015    |
| Rang      | 13      | 1       | 6       | 3       | 36      | 6       | 2       | 4       | 2       | 12      | 9       | 18      | 8       | 23      | 48      | 25      |
| Référence | [ 120 ] | [ 121 ] | [ 122 ] | [ 123 ] | [ 124 ] | [ 125 ] | [ 126 ] | [ 127 ] | [ 128 ] | [ 129 ] | [ 130 ] | [ 131 ] | [ 132 ] | [ 133 ] | [ 134 ] | [ 134 ] |

- Wrestling Observer Newsletter
  - Membre du Wrestling Observer Hall of Fame depuis 2004.
  - Best Gimmick en 2000.
  - Best on Interviews en 2002.
  - Best Technical Wrestler en 2002.
  - Rivalité de l'année en 2003 - contre Brock Lesnar.
  - Match de l'année en 2002 - avec Chris Benoit contre Rey Mysterio et Edge
  - Catcheur qui s'est le plus amélioré en 2000.
  - Catcheur qui a fait le plus de combats excellents de 2001 à 2003.
  - Catcheur préféré en 2002 & 2003.
  - Catcheur de l'année en 2002.
  - Catcheur de la décennie des années 2000

## Filmographie

### Cinéma
- 2009 : End Game : Mayfield
- 2010 : Dylan Dog : Wolfgang
- 2011 : Warrior de Gavin O'Connor : Le Russe Koba
- 2011 : River of Darkness : Sheriff Will Logan
- 2012 : Death from Above : Thule
- 2013 : No Pain No Gain : Un prisonnier (Non Crédité)
- 2013 : Beyond The Mat : Coach Kamen
- 2014 : Sharknado 2 : The Second One : Chef des pompiers de la ville de New York
- 2014 : Pro Wrestlers vs Zombies : Lui-même
- 2015 : Le Dernier Chasseur de sorcières : Un garde du corps